# Ekumenski svet cerkva
Ekuménski svèt cerkvá (tudi Svetovni svèt cerkvá) je najvišji organ ekumenskega gibanja, ki povezuje vse krščanske cerkve. Prve pobude za ustanovitev Ekumenskega sveta so se pojavile leta 1937. Zaradi druge svetovne vojne je bil uradno ustanovljen šele 23. avgusta 1948. Ekumenski svet ima sedež v Ženevi (Švica).
Svet v ustanovni listini sam sebe opisuje kot bratsko skupnost različnih cerkva, ki po pričevanju Svetega Pisma priznavajo Jezusa Kristusa za Božjega Sina in Odrešenika in si prizadevajo skupaj odgovoriti na božji klic v slavo Boga Očeta, Sina in Svetega Duha.
Svet danes združuje skoraj 348 cerkva. Med člani so vse večje protestantske cerkve in večina pravoslavnih cerkva. Rimskokatoliška cerkev ni članica Ekumenskega sveta, pač pa sodeluje kot opazovalka. Tudi Adventistična cerkev ima samo status opazovalke, podobno velja tudi za nekatere binkoštne cerkve.